# Akinfowica
Akinfowica (ros. Акинфовица) – wieś w Rosji, w rejonie grazowieckim obwódu wołogodzkiego. W 2021 r. liczyła 5 mieszkańców.